# Пагор Дмитрій Олексійович
Дмитрій Олексійович Пагор (10 квітня 1992, с. Хропотова, Чемеровецький район, Хмельницька область, Україна — 19 лютого 2014, Хмельницький, Україна) — український активіст Євромайдану, боєць Небесної Сотні. Герой України.

## Життєпис
Заочно навчався в Подільському державному аграрно-технічному університеті в Кам'янці-Подільському.
У Хмельницькому працював на автомобільній мийці. Друзі по роботі сказали, що на Майдан хлопець пішов через свої переконання.
Д. Пагор грав у футбол, виступаючи за місцеву команду в його рідному селі Хропотова на першість Чемеровецького району.
Сім'я
Мати, батько та старший брат.

## Загибель у Хмельницькому
Загинув увечері в Хмельницькому біля будівлі СБУ, звідки була відкрита стрілянина. Був поранений у голову, невдовзі помер у лікарні. «У морзі нам сказали, що в нього кульове поранення, ніби то стріляли із автомата Калашникова, але кулі не показали. Діма закривав собою дівчину, коли лунали постріли», — розповів дядько загиблого.

## Вшанування пам'яті
1 грудня 2014 року при вході в Інститут механізації та електрифікації сільського господарства Подільського державного аграрно-технічного університету встановлено пам'ятний знак Дмитру Пагору.
Кабінет Міністрів України 15 листопада 2017 р. заснував в числі стипендій імені Героїв Небесної Сотні для студентів та курсантів закладів вищої освіти державної форми власності, які здобувають вищу освіту стипендію імені Дмитра Пагора за спеціальністю «Агроінженерія». 

### Нагороди
- Звання Герой України з удостоєнням ордена «Золота Зірка» (21 листопада 2014, посмертно) — за громадянську мужність, патріотизм, героїчне відстоювання конституційних засад демократії, прав і свобод людини, самовіддане служіння Українському народу, виявлені під час Революції гідності[4]
- Медаль «За жертовність і любов до України» (УПЦ КП, червень 2015) (посмертно)[5]